# Anonyx eous
Anonyx eous är en kräftdjursart som beskrevs av Gurjanova 1962. Anonyx eous ingår i släktet Anonyx och familjen Uristidae. Inga underarter finns listade i Catalogue of Life.